# الكونفوشية الجديدة
الكونفوشية الجديدة (في الصينية: 宋明理學؛ البينيين: Sòng-Míng lǐxué، وغالبًا ما تُختصر إلى lǐxué 理學، وتعني حرفيًا «مدرسة المبدأ») هي فلسفة صينية أخلاقية متعلقة بالأخلاقيات وما وراء الطبيعة ومتأثرة بالكونفوشية، إذ نشأت من خلال يان هو ولي أو (772 – 841) لدى سلالة تانغ الحاكمة، ثم أصبحت سائدة خلال سلالتي سونغ ومينغ الحاكمتين تحت صياغات تشو شي.
يمكن اعتبار الكونفوشية الجديدة محاولة لخلق شكل أكثر عقلانية وعلمانية من الكونفوشية من خلال نبذ العناصر الخرافية والروحانية من الطاوية والبوذية التي أثرت في الكونفوشية خلال عهد سلالة هان وبعد انتهائها. على الرغم من انتقاد الكونفوشيين الجدد لكل من الطاوية والبوذية، إلا أن تأثيراتهما ممتدة في الفلسفة، وقد استعار الكونفوشيون الجدد منهما العديد من المفاهيم والمصلحات. مع ذلك، استخدم الكونفوشيون الجدد ما وراء الطبيعة كدليل لتطوير شكل من الفلسفة الأخلاقية العقلانية، بعكس البوذيين والطاويين، الذين اعتبروا ما وراء الطبيعة محفزًا للتطور الروحي، والتنوير الديني والخلود.

## الاختبارات البيروقراطية
أصبحت الكونفوشية الجديدة تفسير الكونفوشية التي يُعد إتقانها ضروريًا لاجتياز الاختبارات البيروقراطية من قبل سلالة مينغ، إذ استمرت الأمور على هذا المنوال خلال عهد سلاسة شينغ حتى نهاية نظام الاختبار الإمبراطوري في عام 1905. مع ذلك، شكك العديد من الباحثين أمثال بنجامين إلمان في مدى عكس دورهم، كتفسير أرثوذكسي في اختبارات الدولة، لدرجة إيمان كل من البيروقراطيين والطبقة العليا من الصينيين بهذه التفسيرات، وأشاروا إلى وجود العديد من المدارس النشطة للغاية، مثل مدرسة تعليم هان، التي قدمت تفسيرات منافسة للكونفوشية.
أُطلق على المدرسة المنافسة للكونفوشية اسم المدرسة الإثباتية أو تعليم هان، إذ أشارت إلى تلويث الكونفوشية الجديدة لتعاليم الكونفوشية بالفكر البوذي. وجهت هذه المدرسة أيضًا انتقادات إلى الكونفوشية الجديدة لاهتمامها الزائد بالتخمينات الفلسفية الفارغة غير المرتبطة بالواقع.

## الكونفوشية الحديثة
في عشرينيات القرن العشرين، بدأت الكونفوشية الحديثة، التي تُعرف أيضًا باسم الكونفوشية الجديدة الحديثة، في تطوير التعلم الغربي واستيعابه بهدف إيجاد طريقة لتحديث الثقافة الصينية بالاستناد إلى الكونفوشية التقليدية. تتمحور الكونفوشية الحديثة حول أربعة مواضيع: التحول الحديث للثقافة الصينية؛ والروح الإنسانية للثقافة الصينية؛ وطريقة التفكير الحدسية وتجاوز المنطق والتخلص من مفهوم التحليل الاستبعادي. تساعد الكونفوشية الجديدة الحديثة، مع التزامها بالكونفوشية التقليدية والكونفوشية الجديدة، الأمة على الخروج من مأزق عملية التحديث الذي واجهته الثقافة الصينية القديمة التقليدية؛ علاوة على ذلك، تعزز الكونفوشية الحديثة الثقافة العالمية للحضارة الصناعية بدلًا من الحواس الشخصية التقليدية.